# Francouzská spojka II
Francouzská spojka II nebo také Francouzská spojka: Dopadení (anglicky French Connection II) je americký policejní krimi-thriller ve stylu neo-noir z roku 1975, volné pokračování oscarového filmu Francouzská spojka (též Francouzská spojka: Štvanice). Režisérem filmu je John Frankenheimer (v té době již řadu let žil ve Francii), scénář napsal Alexander Jacobs.
Ve filmu pokračuje příběh ústřední postavy, detektiva Jimmyho „Popeye“ Doyla (Gene Hackman), který se vydává do Marseille, aby vypátral francouzského drogového bosse Alaina Charniera v podání Fernanda Reye, který uprchl z New Yorku na konci předchozího filmu Francouzská spojka. Gene Hackman a Fernando Rey jsou jedinými herci, kteří se vyskytují v obou filmech. 

## Děj
Na rozdíl od prvního filmu Francouzská spojka, který je založen na skutečných událostech a knize The French Connection: A True Account of Cops, Narcotics, and International Conspiracy, obsah volného pokračování je dílem scenáristy. Ale umístění do Marseille a základní motivy odpovídají realitě, protože skutečná síť pro pašování drog nazývaná rovněž Francouzská spojka měla hlavní tajné laboratoře na výrobu heroinu v tomto přístavním městě. V únoru 1972 zde byla zadržena loď odplouvající do Miami s velkým nákladem drog a během 14 měsíců bylo ve spolupráci Francie a USA na předměstí zajištěno a zlikvidováno šest velkých nelegálních laboratoří na výrobu heroinu.
Na konci předchozího filmu z roku 1971 newyorská policie úspěšně zabavila obrovskou zásilku heroinu z Francie a zatkla nebo zastřelila většinu osob zapojených do tohoto špinavého obchodu. Hlavní organizátor Alain Charnier (Fernando Rey) však uprchl, pravděpodobně do Francie, jak je uvedeno v závěrečných titulcích.
Policista Jimmy „Popeye“ Doyle (Gene Hackman) proto pokračuje v pátrání po tomto nepolapitelném drogovém králi. Čtyři roky po akci v New Yorku rozkazy nadřízených posílají Doyla do Marseille, kde má spolupracovat s francouzskými inspektorem Henrim Barthélémym (Bernard Fresson). Ani jeden z nich není nadšen a Doyle si bez francouzštiny připadá ve městě ztracený a zbytečný.
Druhý den, když Doyle sleduje plážový volejbal, Alain Charnier ho zahlédne z nedaleké restaurace, aniž by si ho Doyle všiml. Ten je odhodlán najít Charniera na vlastní pěst a uniká před dvojicí policistů, kteří ho hlídají a mají ho chránit. Doyle nechápe, že ho francouzská policie (ale na přání New Yorku) využívá jako návnadu, aby Charniera vylákala ven.
Krátce nato je Doyle přepaden a unesen. Únosci (Charnierovi muži) ho drží ve starém hotelu tři týdny a neustále mu píchají drogy, zatímco francouzská policie ho intenzivně, ale marně hledá. Nakonec ho Charnier nechá vyhodit před policejní stanicí. Policejní lékař mu zachrání život, ale Doyle se ještě musí zbavit těžké drogové závislosti. Nejprve prosí aspoň o nějakou dávku, protože viděl, co dělal „absťák“ se spoustou narkomanů. Barthélémy se ale rozhodne naordinovat mu tvrdou odvykací kůru, stará se o něj a oba muži, kteří si původně nepadli příliš do oka, se sbližují. 
Když se Doyle konečně zotaví, najde úkryt, kde ho drželi. Zavolá policii, ale než přijedou, hotel zapálí, aby „vyhnal krysy z úkrytu“. Jednoho Charnierova muže opravdu chytnou a doví se, že do přístavu dorazila velká zásilka drog. Doyle, Barthélémy a další inspektoři se v suchém doku, kde je loď naoko opravována a právě probíhá překládka drog, dostanou do velké přestřelky, je zabit také jeden policista. Zločinci otevřou výpustě, dovnitř se začne valit voda. Oba málem utonou, ale Doyle zachrání život Barthélémyho, kterého omráčila uvolněná kláda.
Doyle má být poslán zpět do USA. Přesvědčí ale Barthélémyho, který mu „něco dluží“, aby mohl zůstat a aby dal nizozemskou loď hlídat po několik dní, protože kapitán určitě ještě nedostal zaplaceno. Sledování kapitána policii zavede do skladu a výrobny drog. Charnier během přestřelky prchá a podaří se mu naskočit do trolejbusu. Doyle se nechce vzdát a běží po trase až do přístavu. Po vyčerpávající honičce ale zahlédne už jen jachtu, která vyplouvá z přístavu. Zdá se, že Charnier opět a definitivně unikne. Doyle z posledních sil překoná několik překážek a doběhne až na konec mola. Vytáhne pistoli a zavolá Charnierovo jméno. Překvapený Charnier se na lodi otočí a Doyle ho zastřelí. 

## Obsazení
Obsazení tak, jak ho uvádí Filmová databáze:
| Gene Hackman         | americký policista Jimmy Doyle              |
| Fernando Rey         | drogový boss Alain Charnier                 |
| Bernard Fresson      | francouzský inspektor Henry Barthélémy      |
| Jean-Pierre Castaldi | Raoul Diron                                 |
| Philippe Léotard     | Jacques                                     |
| Charles Millot       | Miletto                                     |
| Ed Lauter            | generál Brian                               |
| André Penvern        | Bartender                                   |
| Jacques Dynam        | inspektor Genevoix                          |
| Raoul Delfosse       | kapitán holandské lodě                      |
| Philippe Brizard     | taxikář                                     |
| Cathleen Nesbitt     | stará paní (v hotelu, kam byl Doyle unesen) |

## Český dabing
Po úmrtí Gene Hackmana v únoru 2025 odvysílala Česká televize znovu oba filmy související se skutečnou drogovou sítí jako poctu tomuto herci. Zatímco film Francouzská spojka byl na programu ČT 2 uveden v pátek 28. února 2025 s původním dabingem Československé televize z roku 1986, volné pokračování Francouzská spojka II bylo v sobotu 1. března odvysíláno s restaurovaným dabingem, který obsahuje několik dodatečně nadabovaných pasáží, které v původním televizním dabingu byly vystřiženy.
V českém znění hráli: Gene Hackman – Zdeněk Hradilák a Jaromír Meduna (dodatečné scény), Fernando Rey – Jiří Adamíra a Pavel Rímský, Bernard Fresson – Rudolf Jelínek, Phillipe Léotard, Ed Lauter – Milan Slepička, Charles Millot – Vítězslav Jandák, Jean-Pierre Castaldi – Viktor Vrabec, Cathleen Nesbitt – Marie Rosůlková ad.
České znění připravili: původní dabing vyrobila Hlavní redakce pořadů ze zahraničí, ČST Praha 1986 – dramaturgie Boris Adamec, zvuk Zdeněk Hrubý, střih Marta Strangmüllerová, hudební spolupráce Jiří Svoboda, asistent režie Zdeněk Štěpán, vedoucí výroby Marie Poštolková, překlad Jiří Lexa, české dialogy Věra Pokojová, režie českého znění Jarmila Beránková.
Dodatečné scény českého znění připravila Česká televize 2018: překlad Natálie Nádassy, dramaturg Petr Farkaš, zvuk Zdeněk Dušek, vedoucí produkce Barbora Petrů, vedoucí dramaturg Zdeno Kubina, vedoucí realizace Pavel Fuchs, dialogy a režie Jiří Kodeš.